# О любви (фильм, 2017)
«О любви́» — российский полнометражный драматический художественный фильм режиссёра Владимира Бортко.
Премьера картины состоялась 16 марта 2017 года в московском кинотеатре «Октябрь». В широкий российский прокат фильм вышел 23 марта 2017 года.
Фильм включает в себя элементы эротики, поэтому имеет ограничение по возрасту и рекомендован для просмотра детям старше шестнадцати лет (16+).

## Сюжет
В петербургской коммунальной квартире живут в счастливом браке студентка восточного факультета СПбГУ Нина Сазонова (Анна Чиповская), и её муж Александр (Алексей Чадов), молодой профессор-китаист и по совместительству её преподаватель, знающий китайский язык и культуру Китая лучше, чем окружающую российскую действительность. Диссертация, над которой он работает, для него важнее всего на свете, важнее даже его молодой красавицы-жены. Между супругами, как и между всеми людьми, по уверению Александра, действует некий негласный договор, согласно которому каждый должен выполнять определённые этим договором обязанности и неотступно следовать его условиям.
Одно только омрачает супружеские отношения — просрочен очередной платёж по ипотечному кредиту за строящуюся квартиру, что грозит супругам серьёзными финансовыми и жилищными последствиями. Муж упрекает Нину за то, что всё бремя по ипотеке лежит на нём одном и отвлекает его от работы над диссертацией, а она занимается только своим обучением и ничего не делает для погашения их общего кредита.
В результате Александр отправляет жену вместо себя на подработку в банк в качестве переводчика на переговорах с членами китайской делегации, где Нина знакомится с Сергеем (Дмитрий Певцов), который, по стечению обстоятельств, является руководителем того самого банка, которому молодая семья Сазоновых задолжала по кредиту. Геннадий (Александр Лыков), друг и помощник Сергея, советует ему присмотреться к молодой переводчице и завести, наконец, интрижку «на стороне». Сергей делает Нине так называемое «непристойное предложение», после которого деловая встреча студентки с женатым банкиром быстро переходит в неформальную. Но к Сергею, эффектному и красивому мужчине, «почти лорду», её влекут отнюдь не деньги и не сложная ипотечная ситуация, а настоящая, по её мнению, любовь. Счастье обеих семей оказывается под угрозой.

## В ролях
- Анна Чиповская — Нина Александровна Сазонова, студентка восточного факультета СПбГУ, переводчик
- Дмитрий Певцов — Сергей Андреевич, председатель правления «СигмаБанка»
- Алексей Чадов — Александр Валентинович Сазонов, муж Нины, профессор-китаист, преподаватель восточного факультета СПбГУ, доктор лингвистики
- Мария Миронова — Тамара, жена Сергея
- Александр Лыков — Геннадий Ильич, друг и помощник Сергея
- Ольга Павлюкова — Лариса, подруга Нины
- Клавдия Белова — соседка Сазоновых по коммунальной квартире
- Борис Бирман — Константин Гуревич, врач-терапевт, онколог
- Пётр Журавлёв — дизайнер
- Даниил Рожков — сын Сергея и Тамары
- Анжела Карпова — жена Геннадия

## Съёмочная группа
- Режиссёр-постановщик: Владимир Бортко.
- Генеральный продюсер: Наталия Бортко.
- Исполнительный продюсер: Елена Иванова.
- Автор сценария: Владимир Бортко при участии Валерия Мнацаканова.
- Оператор-постановщик: Елена Иванова.
- Композитор: Максим Дунаевский.